# Muchomor oliwkowoszary
Muchomor oliwkowoszary (Amanita olivaceogrisea Kalamees) – gatunek grzybów należący do rodziny muchomorowatych (Amanitaceae).

## Systematyka i nazewnictwo
Pozycja w klasyfikacji według Index Fungorum: Amanita, Amanitaceae, Agaricales, Agaricomycetidae, Agaricomycetes, Agaricomycotina, Basidiomycota, Fungi.
Po raz pierwszy opisał go w 1986 r. Kuulo Kalamees w mieszanym lesie w Estonii. Polską nazwę podaje internetowy atlas grzybów. Epitet gatunkowy jest tłumaczeniem nazwy łacińskiej.

## Morfologia
Kapelusz
Średnica 3–6 cm, powierzchnia oliwkowoszara, ochrowoszara do brązowoszarej, czasami z dużymi brodawkami, które są trwałe, początkowo watowatobiałe, ale później stają się szare do ochrowoszarych. Brzeg prążkowany.
Blaszki
Wolne, gęste, białe.
Trzon
Wysokość 5–9 cm, grubość 0,5–1 cm, biały i często pokryty gęstymi włókienkami o barwie od szarej do oliwkowoszarej. Błoniasta, biała pochwa początkowo jest workowata, ale może rozpadać się na duże łaty rozmieszczone w dolnej części trzonu i ma tendencję do przechodzenia w szary kolor od górnej krawędzi w dół.
Cechy mikroskopowe
Zarodniki (8,5–) 9,2–13,2 (–16,6) × (8,1–) 8,4–12,1 (–15,0) µm, kuliste, prawie kuliste, szeroko elipsoidalne, w odczynniku Melzera nieamyloidalne. Podstawki bez sprzążek u nasady.
Gatunki podobne
Wśród występujących w Polsce muchomorów najbardziej podobny jest muchomor brązowooliwkowy (Amanita submembranacea).

## Występowanie i siedlisko
Jego stanowiska podano tylko w Europie. Brak go w opracowanej przez Władysława Wojewodę „Krytycznej liście wielkoowocnikowych grzybów podstawkowych Polski”, ale jego stanowiska w Polsce podano w późniejszych latach, a najnowsze podaje internetowy atlas grzybów. Znajduje się w nim na liście gatunków zagrożonych i wartych objęcia ochroną.
Naziemny grzyb mykoryzowy. Występuje w lasach pod drzewami i krzewami liściastymi, głównie na wilgotnej glebie pod olszami i leszczynami.